# Lettre de cachet

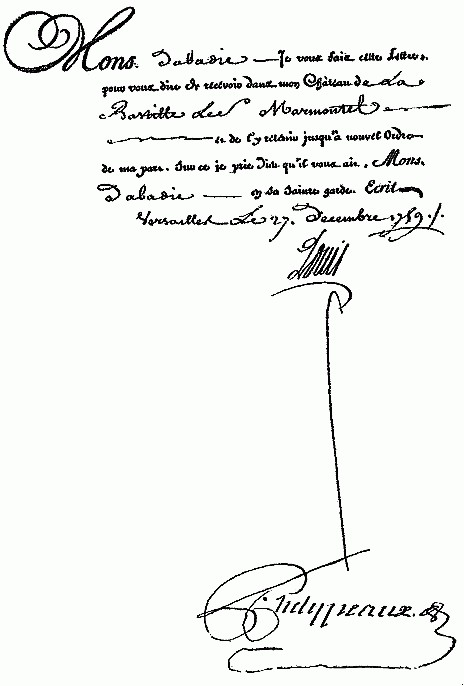
Lettre de cachet firmada per Lluís XV de França ordenant en 1759 l'arrest de Jean-François Marmontel

Una lettre de cachet era, durant l'Antic Règim a França, una carta per transmetre una ordre reial.
En un sentit general, es tractava carta tancada (per oposició a les cartes patents, és a dir obertes), tancada pel segell del secret. Eren lettres de cachet les cartes dirigides al Parlament de París per ordenar-li que registrés un edicte.
A partir del segle xviii, el sentit de l'expressió s'especialitzà, i la lettre de cachet passà a ser una ordre que privava de llibertat, que comportava l'empresonament, expulsió o desterrament d'algú. La carta s'originava en la justícia del rei, i curtcircuitava el sistema judicial ordinari. Les persones víctimes d'aquests document no eren jutjades, sinó que anaven directament a una presó estatal (La Bastilla), a la fortalesa de Vincennes, o al manicomi.
Hi havia tres tipus de càstig que podien ser decretats per una lettre de cachet:
- Detenció indefinida (per a boigs);
- un o dos anys de presó per als quals, en paraules del baró de Breteuil, "sense haver pertorbat l'ordre públic per delictes, sense haver fet res que els pogués exposar a la severitat de les penes pronunciades per la llei, es donen a excessos en llibertinatge, depravació i dissipació";
- "penes aflictives importants per a qui comenti actes violents o crims que afectin l'ordre i la seguretat pública i que la justícia, si en tenia coneixement, castigava amb penes (...) deshonroses per a les famílies. "

## Gran cachet i petit cachet
Una lettre de cachet podia ser enviada directament pel rei (carta de "gran cachet"); fou, típicament, el cas d'empresonaments polítics, com els de Voltaire o de Diderot.
També podia ser enviada a petició d'un particular (carta de "petit cachet"). Així, el mateix Voltaire sol·licità una lettre de cachet perquè una dona que escandalitzava el veïnat fos detinguda. El petit cachet estava dedicat teòricament a petits delictes, excloent crims, i se sol·licitava per a cinc categories principals:
- bogeria i irresponsabilitat;
- excessos juvenils;
- llibertinatge;
- matrimoni desigual (típicament entre la noblesa i el poble);
- delictes o crims més greus.